# Cave Creek
Cave Creek est une ville du comté de Maricopa, en Arizona, aux États-Unis. Selon les estimations du Bureau du recensement des États-Unis, en 2011,  la population de la ville atteignait environ 5 100 habitants.

## Géographie
Cave Creek est située dans le désert de Sonora, à une altitude de 648 mètres. Elle est adjacente à la ville de Carefree et partage avec elle la fameuse Montagne noire.
Deux cours d’eau importants portent le nom de Cave Creek dans l’Arizona. L’un coule à travers la ville de Cave Creek vers Phoenix ; il pourrait être à l’origine du nom de la ville. L’autre  Cave Creek (Cave Creek Canyon) est situé dans les monts Chiricahua, à 320 km au sud-est.

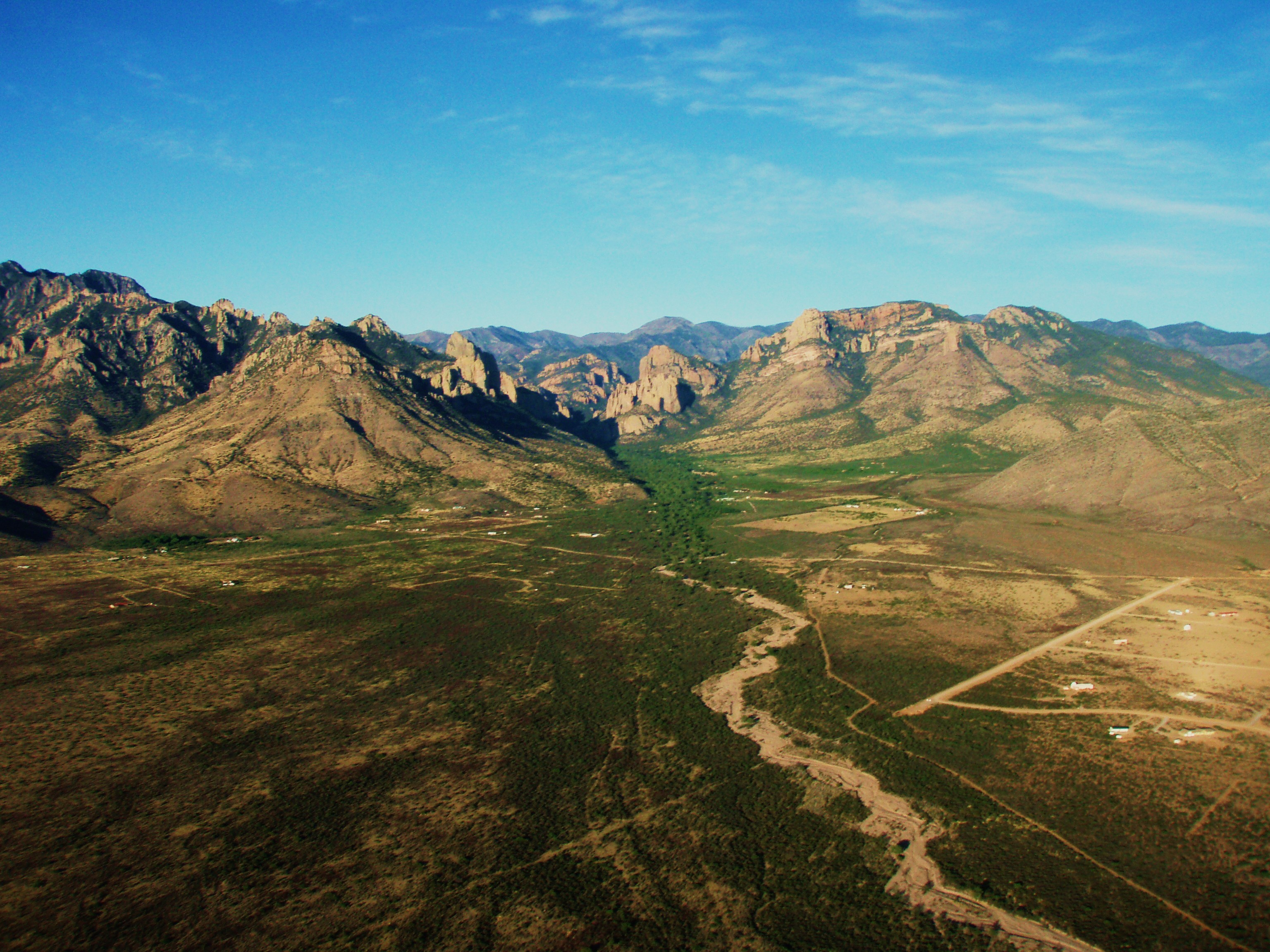
Cave Creek Canyon

En 2000, l’état d’Arizona, le comté de Maricopa et la ville de Cave Creek ont acheté le Ranch « Spur Cross », une étendue de 8,72 km2  du désert de Sonora juste au nord de  Phoenix,  pour  21 millions de dollars.  Il recèle des cactus rares, des formations rocheuses et des centaines d’artefacts de la tribu indienne des Hopi, et constitue maintenant le parc du comté de Maricopa.

## Démographie
Selon les données du Bureau de recensement  pour 2010, il y a dans la ville 1997 ménages.  La taille moyenne d’un ménage est de 2,49 personnes.  Les femmes représentent 50,7 % de la population, les personnes de plus de 65 ans 18,4 %, celles de moins de 18 ans 16,4 %. La densité de population est de  132,3 habitants par  miles carrés (51.1/km²).  Il y a 2579 unités d’habitation pour une densité moyenne de  62.1 par miles carrés (24.0/km²).  Selon les critères raciaux en vigueur, 93,7 %  des habitants sont blancs, 0,7 % noirs ou afro-américains, 0,5 % sont amérindiens,  0,8 % d’origine asiatique, 0,1 % des hawaïen ou originaires des îles du pacifique,  2,60 % d’autres origines, et 1,1 % se déclarent de plusieurs origines.  La population hispanique et latino forment 8,1 % de la population.
Le revenu médian par ménage est pour la période 2007-2011 de 82 973$, mais 4,2 % des habitants vivent en dessous du seuil de pauvreté.

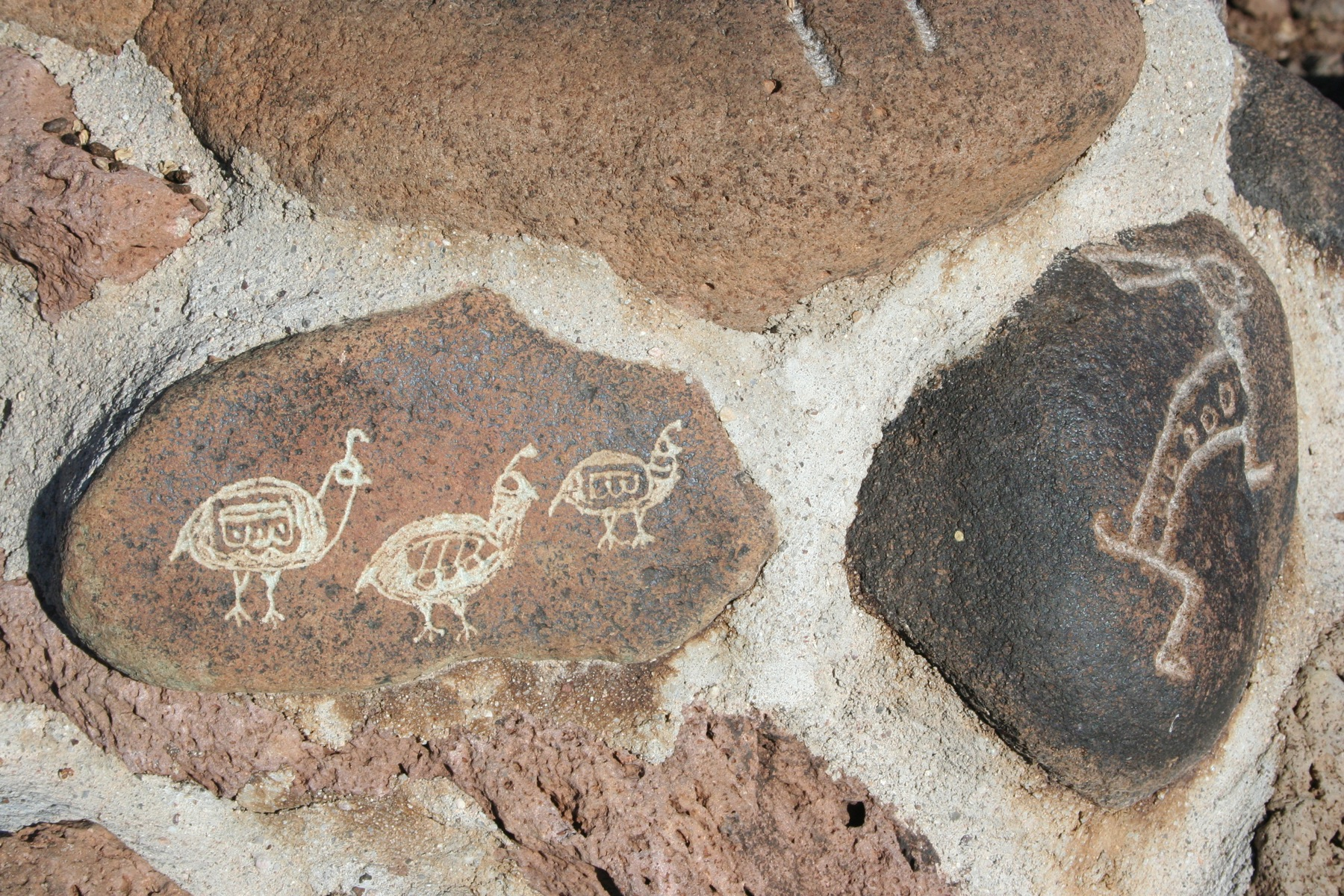
Spur Cross Park, au nord de Cave Creek

| 1980  | 1990  | 2000  | 2010  | - | - |
| ----- | ----- | ----- | ----- | - | - |
| 1 712 | 2 925 | 3 728 | 5 015 | - | - |

## Politique
En juin 2009, Cave Creek attira l’attention des médias quand un tirage au sort fut utilisé pour résoudre un problème de ballotage dans l’élection pour le Conseil de la ville.  Le tirage de cartes à jouer conduisit à la victoire d’un étudiant en droit de 25 ans,  Adam Trenk,  sur un membre sortant du Conseil,  Thomas McGuire.  La constitution de l’état  d’Arizona autorise l’utilisation d’un jeu de hasard en cas de ballotage.

## Personnes célèbres nées ou résidant à Cave Creek
- Kiowa Gordon, acteur
- Michael Haugen Jr., joueur de bowling professionnel
- Stephenie Meyer, écrivaine [5]
- David Henrie et  Lorenzo Henrie, acteurs
- Brian Dales, chanteur du groupe The Summer Set
- Sonny Barger, fondateur du chapitre de  Oakland (en Californie) des Hells Angels, actif dans le chapitre de Cave Creek.